# تاج خروس سه‌رنگ
تاج خروس سه رنگ(نام علمی: Amaranthus tricolor) نام یک گونه از سرده تاج خروس است.